# Snowboard
Snowboard ili daskanje na snijegu je zimski šport u kojem snowboarderi stoje na dasci (snowboardu) koja je u prosjeku dugačka između 150 i 160 cm i široka 25 cm. Za razliku od skijanja kod snowboarda se ne koriste skijaški štapovi, a snowboarderi ne stoje uspravno kao skijaši nego su postrance ili na strani, nose buce posebno dizajnirane za snowboard, i koje su zakvačene za dasku pomoću vezova. Snowboard je nastao u SAD-u 1960-ih kao kombinacija surfanja, skejetinga i skijanja. U program zimskih olimpijskih igara ušao je 1998. u Naganu. 

## Stilovi
- Freeride
- Freestyle
- Freecarve / Alpine

## Natjecateljske discipline
- Slalom
- Veleslalom
- Super G
- Paralelna natjecanja
- Halfpipe (polucijev)
- Snowboard cross – Boardercross
- Big Air
- Slopestyle

## Zanimljivosti
- Julia Dujmović, gradišćanska Hrvatica, osvojila je zlato u snowboardu za Austriju na OI 2014.

## Vanjske poveznice
- Hrvatski snowboard portal  Arhivirana inačica izvorne stranice od 28. siječnja 2011. (Wayback Machine)
- www.boarder-zone.net  Arhivirana inačica izvorne stranice od 24. travnja 2010. (Wayback Machine)